# Love Is Gone
Love Is Gone – piosenka house/pop stworzona przez Davida Guettę, Chrisa Willisa i Joachima Garrauda na trzeci album studyjny Guetty, Pop Life (2007). Utwór wydany został jako pierwszy singel promujący krążek dnia 31 stycznia 2008. W kompozycji swojego głosu gościnnie użyczył Chris Willis.
Muzyka z piosenki została wykorzystana w utworze „I Gotta Feeling” zespołu The Black Eyed Peas.

## Lista utworów
- CD single

1. „Love Is Gone” [Fred Rister & Joachim Garraud Radio Edit Remix] – 3:22
2. „Love Is Gone” [Original Mix] – 3:08
3. „Love Is Gone” [Eddie Thoneick’s Liberte Mix] – 7:12
4. „Medley Pop Life” – 2:50

- CD maxi [Remixes]

1. Love Is Gone [Original Extended Mix] 6:43
2. Love Is Gone [Fred Rister & Joachim Garraud Remix] 8:21
3. Love Is Gone [Fuzzy Hair Remix] 6:25
4. Love Is Gone [Eddie Thoneik’s Liberte Mix] 7:12
5. Love Is Gone [Eddie Thoneik’s Ruff Mix] 7:10
6. Love Is Gone [Amo & Navas Mix] 6:46
7. Love Is Gone [Original Radio Edit] 3:08
8. Love Is Gone [Fred Rister & Joachim Garraud Radio Edit Remix] 3:22

- 12" maxi

1. „Love Is Gone” [Fred Rister & Joachim Garraud Remix] – 8:21
2. „Love Is Gone” [Fuzzy Hair Remix] – 6:25
3. „Love Is Gone” [Eddie Thoneick’s Liberte Edit Mix] – 6:35

- 12" maxi

1. „Love Is Gone” [Fred Rister & Joachim Garraud Remix] – 8:21
2. „Love Is Gone” [Fuzzy Hair Remix] – 6:25
3. „Love Is Gone” [Eddie Thoneick’s Ruff Edit Mix] – 6:11
4. „Love Is Gone” [Original Extended] – 6:43
5. „Love Is Gone” [Amo & Navas Remix] – 6:46
6. „Love Is Gone” [Eddie Thoneick’s Liberte Mix] – 7:12

## Pozycje na listach
| Lista przebojów (2007)         | Najwyższa pozycja |
| ------------------------------ | ----------------- |
| Austria Singles Top 75         | 15                |
| Belgia Singles Chart           | 21                |
| Bułgaria Top 40 Singles Chart  | 6                 |
| Finlandia Top 20 Singles Chart | 6                 |
| Francja Top 100 Singles Chart  | 3                 |
| Hiszpania Top 50 Singles Chart | 8                 |
| Holandia Top 40 Chart          | 14                |
| Irlandia Singles Chart         | 21                |
| Kanada Billboard Hot 100       | 66                |
| Niemcy Singles Top 100 Chart   | 59                |
| Portugalia Singles Top 50      | 6                 |
| Szwajcaria Singles Chart       | 11                |
| Szwecja Singles Top 60 Chart   | 9                 |
| UK Singles Chart               | 9                 |
| USA Billboard Hot 100          | 98                |
| United World Chart             | 23                |
| Włochy Singles Top 50          | 32                |

## Certyfikaty
| Państwo | Certyfikat | Data                 | Sprzedaż |
| ------- | ---------- | -------------------- | -------- |
| Austria | Złoto      | 2 kwietnia 2008      | 15,000   |
| Francja | Srebro     | 18 października 2007 | 100,000  |